# Kädy Plaas
Kädy Plaas (nascida em 1 de outubro de 1979 em Pärnu) é uma cantora de ópera estoniana (soprano).
Em 2014, ela formou-se na Academia de Música e Teatro da Estónia (mestrado).
Entre 2002 e 2004 ela cantou no Coro de Câmara da Filarmónica da Estónia. Desde 2004 é solista do projecto teatral Nargen Opera.